# Murderbot (serie de televisión)
Murderbot es una serie de televisión de ciencia ficción estadounidense para Apple TV+. Está basada en la serie de libros de Martha Wells. La serie está protagonizada por Alexander Skarsgård, Chris Weitz y Paul Weitz que escribió, dirigió y producujo la serie. Su extreno ocurrió el 16 de mayo de 2025.

## Argumento
Un androide de seguridad consciente que se hace llamar Murderbot debe ocultar su capacidad de pensamiento libre mientras realiza misiones peligrosas y, al mismo tiempo, se siente atraído por los humanos y horrorizado por su debilidad. 

## Elenco
- Alexander Skarsgård como Murderbot
- David Dastmalchian como Gurathin
- Noma Dumezweni como Mensah
- Sabrina Wu como Pin-Lee
- Tattiawna Jones como Arada
- Akshay Khanna como Ratthi
- Tamara Podemski como Bharadwaj

## Producción
En 2021, la autora de la serie de libros Martha Wells dijo que se estaba desarrollando una posible adaptación a serie de televisión  y que había leído el guion y estaba "realmente emocionada por ello".  La serie comenzó a avanzar en Apple TV+ en 2022, pero el casting se retrasó debido a la huelga SAG-AFTRA de 2023. 
Se anunció en diciembre de 2023 que Alexander Skarsgård producirá y protagonizará la serie.  En febrero de 2024, David Dastmalchian y Noma Dumezweni se unieron al elenco.  En marzo, Sabrina Wu, Tattiawna Jones, Akshay Khanna y Tamara Podemski se unieron al elenco. 

### Rodaje
El rodaje comenzó el 24 de marzo de 2024 en Toronto. 

## Recepcción
Desde su estreno ha recibido buenas críticas.  En IMDB ha obtenido una puntuación de 7,4 / 10. En Rotten Tomatoes recibió un 96 % de comentarios positivos.